# Mineral de hueso

Imagen obtenida mediante un microscopio electrónico de barrido del mineral óseo.

Se denomina mineral de hueso (también llamado fase inorgánica de hueso, sal de hueso o apatita de hueso) a un componente inorgánico de hueso. El mineral de hueso está formado por hidroxiapatita carbonatada con baja cristalinidad.
Más específicamente, el mineral de hueso está formado por estructuras globulares y placas, distribuida a lo largo de fibrillas de colágeno de hueso formando una estructura mayor.